# Cefalaspidomorfo
Os Cefalaspidomorfos são uma classe de peixes agnatas que, como os Pteraspidomorfos, também possui exoesqueleto. A maioria dos membros deste grupo são extintos, mas as lampreias fazem também parte dele, o que significa que os seus antepassados têm origem nos períodos siluriano e devoniano.
Assim como outros peixes sem mandíbula como os pteraspidomorfos e peixes-bruxa, também não tinham barbatanas pares.
Dividem-se em cinco subclasses:
- Anaspida,
- Galeaspida,
- Osteostraci,
- Pituraspida e
- Hyperoartia (a única sobrevivente)